# سونی آلفا ۳۵۰
سونی آلفا ۳۵۰ (به انگلیسی: Sony Alpha 350) یک دوربین عکاسی ساخت شرکت سونی است.